# Альберт-Мари де Роган-Рошфор
Альберт Роган (принц Альберт Мари де Роган) (9 мая 1936, Мельк — 4 июня 2019, Вена) — австрийский дипломат. С 1996 по 2001 год он занимал пост генерального секретаря (Generalsekretär) Министерства иностранных дел Австрии.
Представитель княжеской ветви французского дома де Роган. Его предки бежали из Франции в Австрию во время Французской революции.

## Биография
Родился 9 мая 1936 года в городе Мельк, Нижняя Австрия. Второй сын Шарля Антуана де Рогана (1898—1975), и графини Марии Аппоньи де Надь-Аппоньи (1899—1967). Внук Алена I Бенжамена-Артюра де Рогана-Рошфора (1853—1914), 12-го герцога де Монбазона, и принцессы Жанны д’Ауэрсперг (1860—1922).
В 1985 году Альберт де Роган женился на Элизабет Бургхардт (1948—1994), дочери Антона Бургхардта (1910—1980), профессора социологии в Вене, автора книг по социологии, и Элизабет Стерр. Она умерла в 1994 году. Вторым браком в 1997 году он женился на Монике фон Заллингер цум Турн, дочери Майнхарда фон Заллингера (1897—1990), известного венского дирижёра, специалиста по произведениям Моцарта. Оба брака были бездетными.
После смерти в 2008 году своего старшего брата Шарля Алена де Рогана (1934—2008), не оставившего после сыновей, Альберт Роган стал главой дома де Роган-Монбазон и преемником титулов герцога де Монбазона, герцога Бульонского и принца де Гемене.
Он изучал право в Венском университете и в 1960 году стал доктором юридических наук. Он учился в Европейском колледже в Брюгге, Бельгия (1961—1962) и поступил на австрийскую дипломатическую службу в 1963 году.
С 1977 по 1981 год он был директором Исполнительного офиса Генерального секретаря ООН. Он был директором департамента международных организаций министерства иностранных дел Австрии в 1982—1985 годах, послом в Аргентине, Уругвае и Парагвае в 1985—1989 годах, директором Департамента по Центральной, Восточной и Юго-Восточной Европе в 1990—1995 годах, заместителем генерального директора по политическим вопросам в 1993—1995 годах, Национальным координатором Центральноевропейской инициативы в 1994—1995 годах и генеральным секретарем по иностранным делам (эквивалентно постоянному секретарю на гражданской службе Великобритании) в 1996—2001 годах.
Он был президентом Австро-американского общества и Австрийского общества европейской политики. В 2005 году он был назначен заместителем Специального посланника Генерального секретаря Организации Объединённых Наций по Процессу определения будущего статуса Косово. Он был членом Независимой комиссии по Турции.
В 2019 году после смерти бездетного Альберта-Мари де Рогана-Рошфора, 15-го герцога де Монбазона, номинальный титул герцога де Монбазона унаследовал его дальний родственник, Шарль VI Рауль де Роган (род. 3 октября 1954 года), 16-й герцог де Монбазон и де Буйон, принц де Гемене, де Монтобан и Рошфор.

## Награды
- Почётный знак «За заслуги перед Австрийской Республикой»

## Работы
- Diplomat am Rande der Weltpolitik. Begegnungen, Beobachtungen, Erkenntnisse. Molden, Wien 2002, ISBN 3-85485-079-4 .